# Jardim Botto Machado
O Jardim Botto Machado é um jardim em Lisboa. É também conhecido como Jardim de Santa Clara, uma referência a Clara de Assis (1194-1253), fundadora do ramo feminino da Ordem Franciscana.

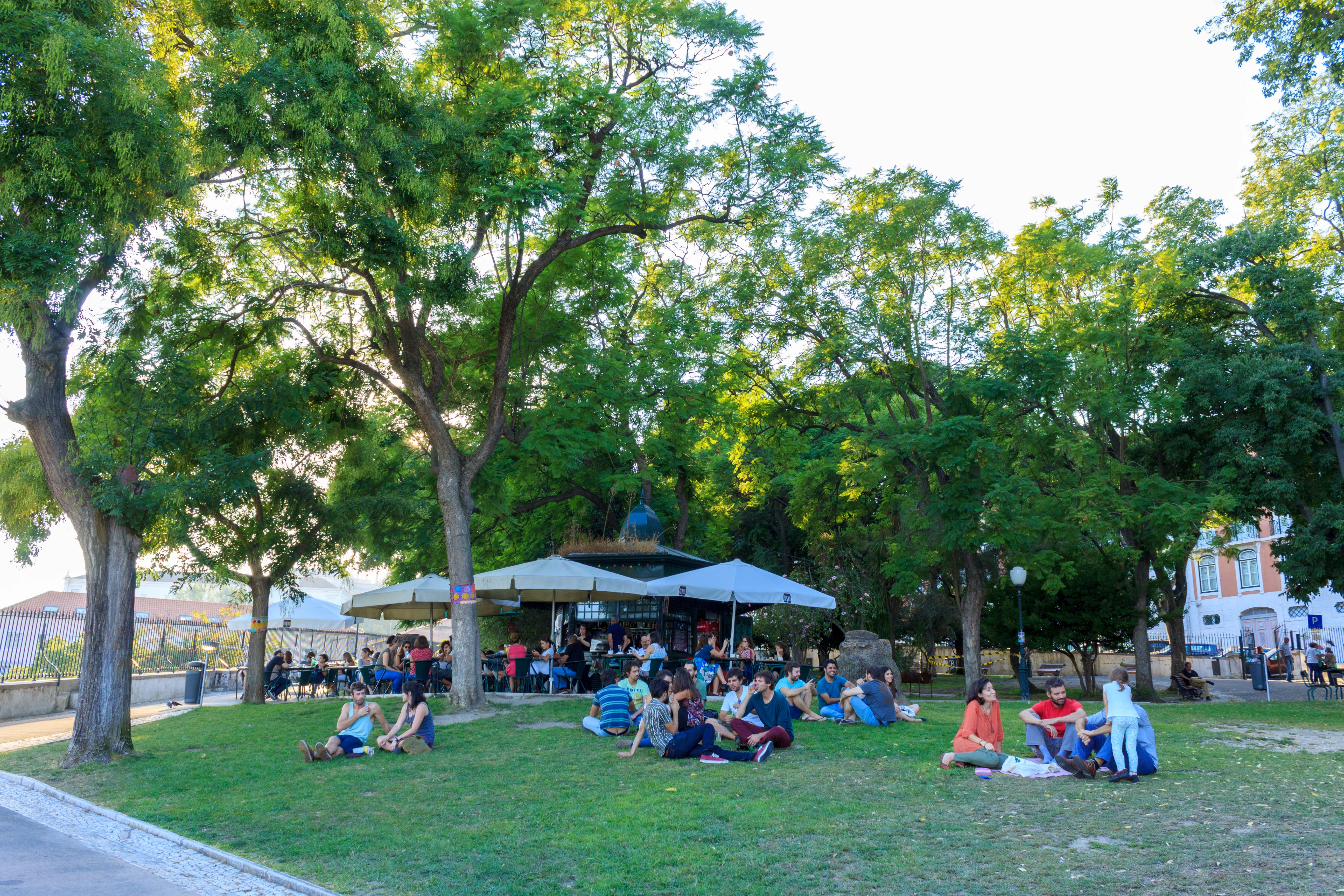
Bar e esplanada do Jardim Boto Machado

Foi construído em 1862 e situa-se perto da Feira da Ladra, realizada no campo de Santa Clara. O jardim desce a encosta desde o mercado de Santa Clara até à rua do Paraíso; no topo nascente do jardim tem-se uma esplêndida vista para o rio Tejo. 

Foi baptizado com o nome de Pedro Amaral Botto Machado, político republicano português. Possui um parque infantil, bar com esplanada e mesas de jogo.